# William Bakewell (ontdekkingsreiziger)
William Lincoln Bakewell (Joliet, 26 november 1888 - Michigan, 21 mei 1969) was een Amerikaans ontdekkingsreiziger.

## Biografie
Bakewell werkte als matroos op de Endurance-expeditie van Ernest Shackleton in 1914. De expeditie strandde op Elephanteiland, waar ze vier maanden later gered werden. 
Na de expeditie ontving hij de Polar Medal.
Hij overleed in 1969 op 79-jarige leeftijd.